# Tyana khasiana
Tyana khasiana är en fjärilsart som beskrevs av Embrik Strand 1917. Tyana khasiana ingår i släktet Tyana och familjen trågspinnare. Inga underarter finns listade i Catalogue of Life.